# اسچالر (آیووا)
اسچالر (به انگلیسی: Schaller) شهری در ایالت آیووا کشور ایالات متحده آمریکا است که جمعیت آن در سرشماری سال ۲۰۱۰ میلادی، ۷۷۲ نفر بوده‌است.